# Athens Kallithéa Football Club
Maillots
Actualités
L'Athens Kallithéa Football Club, anciennement connu sous le nom de Podosfairiki Anonymi Etaireia Gymnastikos Syllogos Kallithéa (en grec moderne : Ποδοσφαιρική Ανώνυμος Εταιρεία Γυμναστικός Σύλλογος Καλλιθέα), plus couramment abrégé en PAE GS Kallithéa ou encore en GS Kallithéa, est un club grec de football fondé en 1966 et basé dans la ville de Kallithéa.

## Historique
Le club est fondé en 1966[réf. nécessaire] et joue sa première saison en première division en 2002[réf. nécessaire].
En 2024, le club change de nom.

## Palmarès
| Compétitions nationales |
| --- |
| - Championnat de Grèce de troisième division (3) : - Champion : 1976 (Gr. 7), 1992-1993 (Gr. 1) et 2009-2010 (Gr. 1). - Vice-champion : 1969 (Gr. Sud), 1982-1983, 1986-1987 (Gr. 1) et 1996-1997 (Gr. 1). - Championnat de Grèce de quatrième division (1) : |

## Personnalités du club

### Présidents
- Konstantinos Salevris
- Spyros Papadopoulos

### Entraîneurs
- Kóstas Nestorídis (1982-1983)
- Christos Zanderoglou
- Babis Tennes (1992-1993)
- Spýros Livathinós (1997-1998)
- Petros Michos (1998)
- Nikos Kovis (1998-1999)
- Zoran Babović (1999)
- Antonis Manikas (1999-2000)
- Nikos Karoulias (2000-2001)
- Nick Theodorakopoulos (2001)
- Nikos Kourbanas (2001-2002)
- Níkos Anastópoulos (2002)
- Józef Wandzik (2002)
- Vangelis Vlachos (2002-2003)
- Babis Tennes (2003)
- Georgios Ploubis (2003)
- Takis Lemonis (2003-2005)
- Vangelis Goutis (2005)
- Stoycho Mladenov (2005)
- Vangelis Goutis (2005)
- Ilie Dumitrescu (2005-2006)
- Georgios Vazakas (2006)
- Antonis Manikas (2006)
- Nikos Goulis (2006-2007)
- Antonis Dimitriou (2007)
- Vangelis Goutis (2007)
- Sakis Dedes (2007-2008)
- Nikos Pantelis (2008)
- Periklis Amanatidis (2008)
- Sakis Dedes (2008)
- Dimitrios Moutas (2008-2009)
- Savvas Pantelidis (2009)
- Stathis Stathopoulos (2009-2010)
- Georgios Tsobanakis (2010)
- Georgios Vlastos (2010-2011)
- Georgios Georgoulopoulos (2011)
- Apostolos Charalampidis (2011)
- Vangelis Goutis (2011)
- Nikos Pantelis (2011-2012)
- Giannis Papakostas (2012-2013)
- Lysandros Georgamlis (2013)
- Krzysztof Warzycha (2013-2014)
- Siniša Gogić (2014)
- Stavros Iliopoulos (2014)
- Nikos Pantelis (2014-2015)
- Loukas Karadimos (2015-2016)
- Takis Gonias (2016)
- Takis Pantelis (2016)
- Nikos Kourbanas (2016-2017)
- Stathis Stathopoulos (2017)
- Sotiris Tzoumerkiotis (2017)
- Marcello Troisi (2017)
- Giannis Tziviloglou (2017)
- Georgios Korakakis (2017-2018)
- Nikos Pantelis (2018)
- Sotiris Tzoumerkiotis (2018)
- Nikos Pantelis (2018-2019)
- Loukas Karadimos (2019-2020)
- Vangelis Stavrakopoulos (2020)
- Giannis Tatsis (2020)
- Giorgos Koutsis (2021)
- Giannis Tatsis (2021)
- Leonidas Vokolos (depuis 2021)

### Joueurs
- Aléxis Alexandrís
- Theofánis Gekas
- Daniel Kenedy
- Bledar Kola
- Perica Ognjenović
- Foto Strakosha
- Kanfory Sylla
- Yves Triantafilos
- Mathieu Valbuena
- Stéfanos Voskarídis
- Todor Yanchev